# Alibis & Other Lies
Alibis & Other Lies é o quinto álbum de estúdio da banda Grinspoon, lançado a 21 de Julho de 2007.
| Críticas profissionais                                                      | Críticas profissionais |
| Avaliações da crítica                                                       | Avaliações da crítica  |
| Fonte                                                                       | Avaliação              |
| --------------------------------------------------------------------------- | ---------------------- |
| allmusic                                                                    | [ 1 ]                  |
| Esta tabela precisa de ser acompanhada por texto em prosa. Consulte o guia. |                        |

## Faixas
Todas as faixas por Phil Jamieson e Pat Davern, exceto onde anotado.
1. "Black Tattoo" - 2:49
2. "Choirboy" (Jamieson) - 4:11
3. "Carried Away" - 3:04
4. "Minute By Minute" (Jamieson) - 4:07
5. "Outside Looking In" - 3:41
6. "Business = Pleasure" (Hansen, Jamieson) - 3:23
7. "What You Got" (Strong, Jamieson) - 2:52
8. "Leave It" (Jamieson) - 3:39
9. "Living In the City" - 3:39
10. "Melted Holiday" (Strong, Jamieson) - 3:46
11. "Gun For Hire" (Hansen, Jamieson) - 3:32
12. "Find Your Own Way" - 4:30
13. "Got to Get Away" - 3:10 (Faixa bónus iTunes)

## Créditos
- Phil Jamieson - Vocal
- Pat Davern - Guitarra
- Joe Hansen - Baixo
- Kristian Hopes - Bateria